# 莫尔斯贝格
莫尔斯贝尔格是德国莱茵兰-普法尔茨州的一个市镇。总面积3.65平方公里，总人口450人，其中男性214人，女性236人（2011年12月31日），人口密度123人/平方公里。